# Димитрий (Маган)
Архиепископ Димитрий (в миру Евгений Митрофанович Маган; 25 июня 1899, Чернигов — 1 апреля 1969, Джэксон, штат Нью-Джерси) — епископ Северо-Американской митрополии, архиепископ Филадельфийский и Пенсильванский.

## Биография
В 1917 году окончил Черниговскую духовную семинарию.
После гражданской войны в России в 1918—1920 годы оказался на территории, перешедшей к Польше. Присоединился к новопровозглашённой автокефальной Польской Православной Церкви.
17 июня 1924 года епископом Гродненским Алексием (Громадским) в архиерейском доме города Гродно был пострижен в монашество с именем Димитрий. 22 июня того же года тем же епископом рукоположен в сан иеродиакона. 20 июля того же года рукоположен в сан иеромонаха.
С сентября 1924 года служил священником в городе Калши. В 1927 году назначен настоятелем прихода в Замхе Белгорайского уезда на Холмщине, где служил до 1929 г. С 1929 по 1931 годы — настоятель прихода в городе Быдгощ. В 1931 году некоторое время окормлял заключенных в уголовной тюрьме города Дрогобыч в Галиции, затем служил настоятелем прихода местечка Новый Почаев при Почаевской Лавре. С 1932 по 1935 — настоятель прихода и заведующий Лаврским подворьем в городе Здолбунов, в 1935 году назначен настоятелем Свято-Успенского Жировицкого монастыря. В 1937 году стал членом правления Виленского Свято-Духовского монастыря в Вильнюсе. В 1938 году назначен настоятелем прихода и вновь заведующим Лаврским подворьем в Здолбунове, где прослужил до 1941 года.
В 1939 году после присоединения Западной Украины и Западной Белоруссии к СССР вошёл в клир Русской православной церкви.
После оккупации территории СССР войсками вермахта вошёл в состав Украинской автономной православной церкви, сохранявшей молитвенной общение с Русской православной церковью.
25 ноября 1941 года Собор епископов Украинской Автономной Церкви избрал архимандрита Димитрия во епископа Новогрудского, викария Черниговской епархии, но хиротония не состоялась. 11 июня 1942 года в Почаевской лавре состоялась его хиротония во епископа Ровенского, первого викария Волынской епархии.
1 августа 1942 года назначен епископом Екатеринославским и Мелитопольским. В декабре того же года титул изменён на «Екатеринославский и Запорожский». К началу Великой Отечественной войны в Днепропетровске не оставалось ни одного действующего храма. В 1942 года Украинская Автономная Церковь восстановила в Днепропетровске 10, а по всей епархии 318 приходов. В течение 1942 года ремонтировался кафедральный Свято-Троицкий собор Днепропетровска. С вверенной паствой ему пришлось пережить самый ужасный период жизни для жителей Днепропетровска — зиму и весну 1943 года. На Богоявление в 1943 году в Днепропетровске собралось ок. 60 тыс. верующих, чтобы идти крестным ходом на реку Днепр.
Собором Епископов был избран секретарем Собора Епископов и Правителем Дел Синода Украины. С января 1943 года до его эвакуации 21 сентября 1943 года управлял Донецкой епархией.
В связи с наступлением Красной Армии епископ Димитрий эвакуировался в Словакию, затем в Германию в Мюнхен. После войны некоторое время жил и служил в лагере Большой Шлейсгейм в Германии, часто совершая службы в русской гимназической церкви. В лагере вместе с ним, в бараке № 114, жили митрополит Пантелеимон (Рожновский) и архиепископ Венедикт (Бобковский), которых часто навещал владыка Димитрий.
6 сентября 1945 года вместе с ещё пятью епископами Украинской автономной церкви принят в РПЦЗ. 27 декабря 1945 года решением Архиерейского Синода РПЦЗ назначен на вдовствующую Австрийскую и Венскую кафедру. Принял участие в её Архиерейском Соборе РПЦЗ, прошедшего с 7 по 10 мая 1946 года.
13 июля 1946 года вышел на покой по болезни. Переселился в Германию. В 1946—1947 годы был настоятелем церкви при лагере для перемещённых лиц в Шляйсгайме близ Мюнхена.
С 10 июня 1947 по 1949 года — викарий Германской епархии во французской зоне
В 1948 году был принят митрополитом Феофилом (Пашковским) в клир Североамериканской русской митрополии и назначен епископом Монреальским и Канадским. Архимандрит Мстислав (Волонсевич) писал, что причиной ухода архиепископа Димитрия стало его несогласие с политикой протоиерея Гергиия Граббе.
Затем выехал в США и 10 мая 1949 года назначен епископом Бостонским на правах викария митрополита Нью-Йоркского Леонтия (Туркевича). От назначения в Пенсильванскую епархию отказался.
Служил настоятелем прихода в городе Челси, штат Массачусетс. С 1959 по 26 февраля 1965 года служил настоятелем прихода в городе Виккесбары, штат Пенсильвания.
5-8 декабря 1950 года участвовал в VIII Всеамериканском Соборе митрополии в Нью-Йорке, где баллотировался в её предстоятеля и занял второе место после ставшего митрополитом Чикагского архиепископа Леонтия, получив 8 голосов против 239 за Леонтия.
В 1952 году был возведён в сан архиепископа.
В 1954 году он был назначен архиепископом Чикагским и Миннеаполисским, однако на Средний Запад не поехал.
В 1956 году он был назначен архиепископом Филадельфийским и Пенсильванским и администратором благочиния Нью-Джерси.
В 1961 году он был назначен архиепископом Уилкс-Баррским и Пенсильванским.
По свидетельству ряда эмигрантов, последние годы жизни неохотно участвовал в заседаниях Синода Северо-Американской митрополии, в которой все более утверждались тенденции богослужений на английском языке, усиления социальной работы.
В 1964 году уволен на покой. В последние годы своей жизни жил в своей резиденции в Джэксоне (Jackson), штат Нью-Джерси.
Скончался 1 апреля 1969 года в Джексоне. Был погребён на Владимирском кладбище, у левой стороны храма Рождества Пресвятой Богородицы в Джэксоне. До последовавшего в 2005 году перезахоронения останков А. И. Деникина в России, рядом с могилой архиепископа Димитрия находилось захоронение этого белого генерала.